# Джефф Бек
Джефф Бек (англ. Jeff Beck, повне ім'я Джеффрі Арнольд Бек, англ. Geoffrey Arnold Beck; 24 червня 1944, Лондон — 10 січня 2023) — британський рок-музикант, гітарист. На початку своєї кар'єри грав у рок-групі The Yardbirds, 1967 року організував власний колектив The Jeff Beck Group. Крім того працював також з гуртами Beck, The Honeydrippers, Upp, Bogert & Appice, Big Town Playboys.

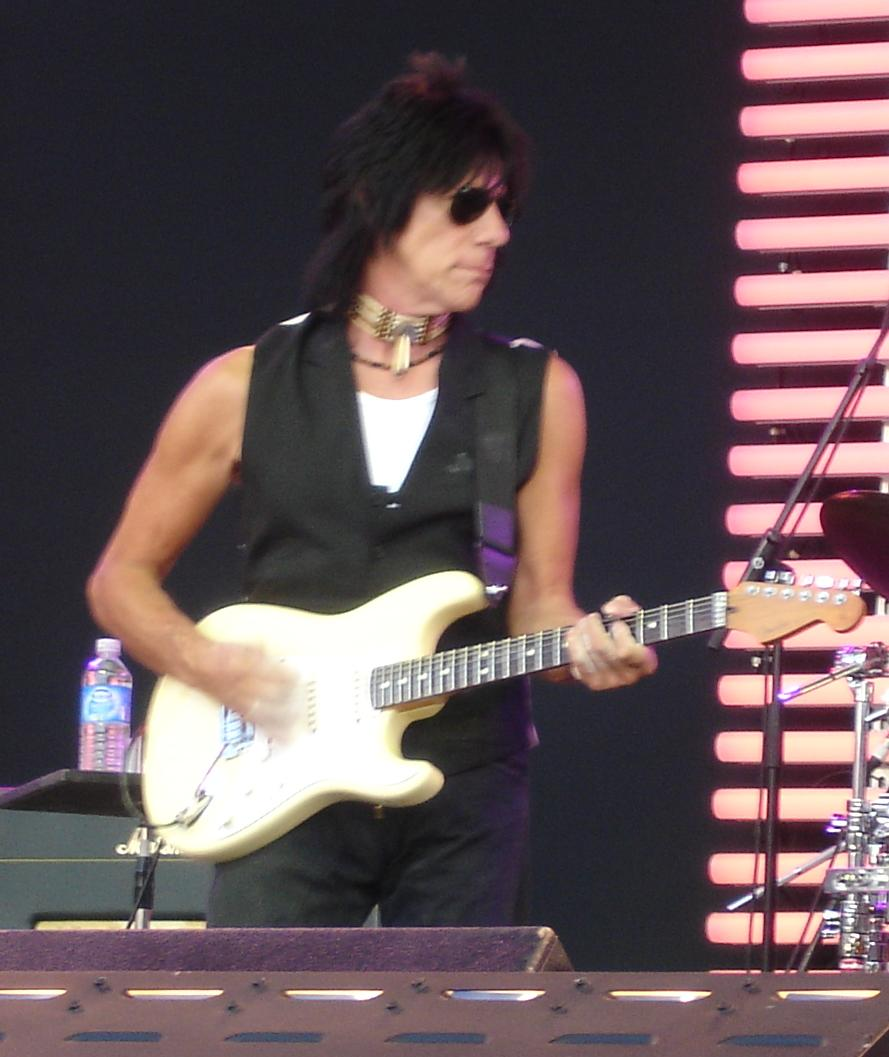
Джефф Бек, 2007 рік

У 1990 році за результатами опитування газети Observer, Бек визнаний найвидатнішим гітаристом світу. У списку 100 найкращих гітаристів усіх часів за версією журналу Rolling Stone Джефф Бек посідає 14-ту сходинку. Творчість Бека вплинула на такі різновиди рок-музики як блюз-рок, хард-рок, ф'южн і інші.

## Життєпис
Бек народився 1944 року в Лондоні. У дитинстві він співав у церковному хорі, а підлітковому віці почав грати на гітарі.
Першим гуртом, куди вступив музикант, була Screaming Lord Sutch. Потім один із засновників Led Zeppelin Джиммі Пейдж запросив його в колектив Yardbirds, де Бек замінив гітариста Еріка Клептона, але приблизно через два роки Бек покинув групу.
В 1968 Бек почав сольну кар'єру і випустив свій перший альбом Truth.
Бек за час життя отримав вісім премій Греммі і потрапив до Зали слави рок-н-ролу.

## Дискографія
| - 1968 Truth [Jeff Beck Group] - 1969 Beck-Ola [Jeff Beck Group] - 1971 Rough and Ready [Jeff Beck Group] - 1972 Jeff Beck Group [Jeff Beck Group] - 1972 Shapes of Things (Springboard) - 1972 Beck Bogert Appice [Beck Boggert Appice (BBA)] - 1975 Blow by Blow - 1976 Wired - 1977 Jeff Beck with the Jan Hammer Group Live | - 1980 There and Back - 1985 Flash - 1989 Jeff Beck's Guitar Shop - 1992 Frankie's House - 1993 Crazy Legs - 1995 Up - 1999 Who Else! - 2001 Jeff - 2002 Blue Wind - 2003 You Had It Coming |